# Symfonie nr. 4 (Bendix)
Victor Bendix voltooide zijn Symfonie nr. 4 in d-mineur in 1906. Het resultaat was in zijn eigen ogen teleurstellend.
Na een enigszins vernieuwende stijl in zijn derde symfonie keerde Bendix toch weer terug naar de romantiek, in dit geval de laat-romantiek. Van vernieuwing was slechts een enkele keer sprake. Dat vond het publiek dat naar deze symfonie ging luisteren kennelijk ook. Het werk maakte geen indruk en de componist was daardoor dermate teleurgesteld, dat hij het werk nooit heeft laten uitgeven.
De symfonie heeft de klassieke vierdelige opzet:
1. Allegro animato
2. Intermezzo: molto moderato in b-mineur
3. Adagio non troppo in E-majeur
4. Finale: Allegro animato

De symfonie is melodieus, doch de melodieën lijken geen doel te hebben; het werk sluit af met een onbestemd eind. Ook na deze symfonie behield de componist zijn behoudendheid ten opzichte van vernieuwende muziek. Van de vijfde symfonie van Carl Nielsen zei hij: het is een vuist in het gezicht van de luisteraars bestaande uit een behoorlijk snobistisch publiek en smerige muziek.

## Orkestratie
Aan de hand van de vorige symfonieën zal de instrumentatie nauwelijks afwijken van:
- 2 dwarsfluiten, 2 hobo’s, 2 klarineten, 2 fagotten
- 4 hoorns, 3 trompetten, 3 trombones, 1 tuba
- pauken, 1 harp
- violen, altviolen, celli, contrabassen

## Discografie
Uitgave Danacord; het Omsk Philharmonisch Orkest o.l.v. Jevgeni Sjestakov.
Het werk is dan wel weinig vernieuwend; dit Russisch orkest verslikte zich toch in dit werk, veel ongelijkheid in de partijen.